# Chézery-Forens
Chézery-Forens település Franciaországban, Ain megyében. Lakosainak száma 436 fő (2022. január 1.). Chézery-Forens Champfromier, Confort, Farges, Lélex, Montanges, Péron, Saint-Jean-de-Gonville, Thoiry, Bellecombe és La Pesse községekkel határos.

## Népesség
A település népességének változása:
| Lakosok száma | 461  | 460  | 471  | 467  | 463  | 461  | 453  | 445  | 436  |
|               | 2013 | 2015 | 2016 | 2017 | 2018 | 2019 | 2020 | 2021 | 2022 |